# Janam TV
Janam TV (ജനം ടിവി) es un canal de televisión indio que emite programas noticiosos y de entretención en malabar. Es operado por Janam Multimedia Ltda., y su objetivo es «promover el interés nacional». El gobierno de NDA dirigido por Narendra Modi aprobó la emisión del canal de Janam Multimedia Ltda. con una licencia para transmitir en 2014 y el canal inició sus transmisiones el 19 de abril de 2015.
Janam TV es el primer canal en idioma malabar en retransmitir en modo de alta definición (HD). Tiene alrededor de 5000 accionistas, quienes han adquirido títulos por cantidades comprendidas entre las 5000 INR y las 25 000 INR por acción.

## Objetivo empresarial
Durante los primeros meses, uno de los principales objetivos que tuvo la emisora de televisión fue alcanzar los 5 millones de espectadores en sus primeros 6 meses y competir con otros canales de idioma malabar. Janam TV desde su creación en el año 2015, se ha enfocado principalmente en ser un canal de entretención general y un medio de difusión para informar las noticias más importantes tanto de la India como del resto del mundo.

## Personas claves
- Priyadarshan (presidente)
- Viswaroopan (director general)
- U.S. Krishnakumar (director)
- R. Balakrishnnan (editor sénior)

## Información de satélite
| Satélite               | Intelsat 17        |
| Ubicación orbital      | 66°, Longitud Este |
| Polarización de enlace | Horizontal         |
| Tipo cargador:         | DVB-S2             |
| FEC                    | 2/3                |
| Enlace descendente     | 3966 MHz           |
| Taza de símbolo        | 14400 Ks/sec       |
| Modulación             | 8PSK               |

## Competidores
- Mathrubhumi News
- Reporter TV
- Jaihind TV
- Kairali
- Manorama News
- MediaOne
- TV New
- Asianet News

## Señal en vivo
- Janam TV en vivo